# Капуні – Нью-Плімут
Капуні — Нью-Плімут — трубопровід, споруджений в межах облаштування новозеландського газоконденсатного родовища Капуні.
Схема облаштування родовища передбачала первинне відділення конденсату від газу ще на майданчиках свердловин, після чого по системі внутрішньопромислових трубопроводів ці продукти надходили на газопереробний завод Капуні. Тут проводили стабілізацію конденсату, після чого відправляли його по спеціалізованому трубопроводу до Нью-Плімуту, де знаходиться єдиний великий порт на західному узбережжі Нової Зеландії. Конденсатопровід має довжину 54 кілометри та виконаний в діаметрі 150 мм.
В Нью-Плімуті конденсат потрапляє до резервуарного парку Пурітуку, який наразі має ємність 40 тисяч тонн (втім, сюди також під'єднаний конденсатопровід Оаонуї – Нью-Плімут, який обслуговує найбільше газоконденсатне родовище в історії країни). З резерварного парку по перемичці діаметром 450 мм конденсат відправляють на танкери, що первісно вивозили його до єдиного новозеландського нафтопереробного заводу Марсден-Пойнт (наразі вже закритий).